# Anacithara conata
Anacithara conata é uma espécie de gastrópode do gênero Anacithara, pertencente a família Horaiclavidae.